# Octophialucium haeckeli
Octophialucium haeckeli är en nässeldjursart som först beskrevs av Vannucci och Soares Moreira 1966.  Octophialucium haeckeli ingår i släktet Octophialucium och familjen Malagazziidae. Inga underarter finns listade i Catalogue of Life.